# Dichapetalum setosum
Dichapetalum setosum är en tvåhjärtbladig växtart som beskrevs av Leenh.. Dichapetalum setosum ingår i släktet Dichapetalum och familjen Dichapetalaceae. Inga underarter finns listade i Catalogue of Life.